# Glanges
 Glanges  (en occitano Glanjas) es una población y comuna francesa, situada en la región de Lemosín, departamento de Alto Vienne, en el distrito de Limoges y cantón de Saint-Germain-les-Belles.

## Demografía
| 654 | 573 | 489 | 440 | 426 | 424 | 510 |
| Para los censos de 1962 a 1999 la población legal corresponde a la población sin duplicidades (Fuente: INSEE [Consultar]) |     |     |     |     |     |     |